# 8468 Rhondastroud
A 8468 Rhondastroud (ideiglenes jelöléssel (8468) 1981 EA40) a Naprendszer kisbolygóövében található aszteroida. Schelte J. Bus fedezte fel 1981. március 2-án.